# Jurinella anax
Jurinella anax là một loài ruồi trong họ Tachinidae.